# Роу, Дебби
Де́бора Джин «Де́бби» Роу (англ. Deborah Jeanne «Debbie» Rowe; 6 декабря 1958) — бывшая медсестра, вторая жена Майкла Джексона и мать его двоих старших детей.

## Биография

### Браки и дети
Роу познакомилась с Джексоном в начале 1980-х годов. Она являлась ассистенткой дерматолога Майкла Джексона, помогала в лечении заболевания кожи певца, вызванных витилиго. Является биологической матерью его старших детей — Майкла Джозефа «Принса» (род. 13 февраля 1997) Джексона-младшего и Пэрис-Майкл Кэтрин Джексон (род. 3 апреля 1998). Она забеременела от Джексона, когда тот состоял в браке с Лизой Марией Пресли, но в марте 1996 года у неё случился самопроизвольный аборт. 13 ноября 1996 года Джексон и Роу поженились в Сиднее, Австралия. Это был второй брак, как для Майкла Джексона, так и для Дебби Роу, которая на тот момент была замужем за Ричардом Эдельманом, бракоразводный процесс с которым закончился в 1988 году.
8 октября 1999 года Майкл Джексон и Дебби Роу развелись. Все права на опеку над детьми получил Джексон. По неподтвержденной информации, взамен Роу получила 8 млн долларов и дом в Беверли-Хиллз.

### Опека над детьми
В 2001 году Дебби обратилась к частному адвокату по вопросу своих родительских прав, но в 2004 году суд отклонил её запрос. Согласно данным Еврейского телеграфного агентства, Роу, принявшая иудаизм, официально выступила с заявлением, касательно детей, поскольку переживала по поводу нянь и родственников Джексона, которые могли привить детям исламские традиции. В судебных документах 2005 года значится: «Будучи еврейкой, Дебора боится, что дети могут получить неправильное воспитание и обращение со стороны Майкла». Как писал журнал «People» в 2005 году о деле Майкла Джексона, Дебби заявила перед судом, что её общение с детьми строго ограничено: видеться с детьми ей разрешалось всего на протяжении восьми часов каждые 45 дней.
В 2006 году Дебби подала два иска на Джексона: на 195 и на 50 тыс. долларов, по вопросу опекунства. В результате, Джексон был обязан выплатить судебный сбор размером в 60 тыс. долларов.

### После смерти Джексона
После смерти Джексона 25 июня 2009 года, некоторые представители СМИ из компании «TMZ» заявили, что Дебби Роу всё это время являлась не биологической, а суррогатной матерью детей Джексона. Однако это заявление было опровергнуто адвокатом Роу — Мартой Алмли.

### Проблемы со здоровьем
Летом 2016 года Роу был поставлен диагноз рак молочной железы